# Chuck Zito
Charles Zito Jr., noto come Chuck Zito (New York, 1º marzo 1953), è un attore statunitense.
Ex presidente degli Hells Angels di New York, boxer a livello amatoriale, marzialista, guardia del corpo di varie celebrità e stuntman.

## Biografia
È cresciuto nel Bronx e a New Rochelle, New York, figlio di genitori italo-americani (Charles Zito e Gloria Frangione).
Ha iniziato a praticare il pugilato da quando era ragazzo, seguendo le orme del padre. Ha gareggiato in diversi incontri di boxe amatoriale. Nel 1973 Zito ha partecipato alla sua prima competizione, Golden Gloves (Guanto d'oro), vincendo i suoi primi due match ma perdendo il terzo.
È noto prevalentemente per la sua partecipazione nella serie tv Oz, dove recita la parte di un mafioso siciliano, Charles "Chucky" Pancamo. Ha avuto una piccola parte anche in Carlito's Way di Brian de Palma e nel prequel Carlito's Way - Scalata al potere di Michael Bregman. Nel 2012 ha recitato nella quinta stagione della serie televisiva Sons of Anarchy interpretando il Nomade Frankie Diamond.
Nel 1998 ebbe un ulteriore momento di celebrità quando, in un locale notturno di New York, picchiò il suo ex-datore di lavoro Jean-Claude Van Damme, a sua volta un marzialista, per essere stato insultato pesantemente da Van Damme. Chuck Zito dichiarò in seguito che Van Damme aveva già da diverso tempo un atteggiamento arrogante nei suoi confronti.

## Hells Angels
Dal 1980 al 2005 ha fatto parte degli Hells Angels di New York, finendo anche in carcere nel corso della sua militanza.

## Filmografia parziale

### Cinema
- Carlito's Way, regia di Brian De Palma (1993)
- Il giurato (The Juror), regia di Brian Gibson (1996)
- Omicidio a New Orleans (Heaven's Prisoners), regia di Phil Joanou (1996)
- Fratelli (The Funeral), regia di Abel Ferrara (1996)
- La faccia violenta della legge (Scar City), regia di Ken Sanzel (1998)
- Black & White, regia di James Toback (1999)
- Man on the Moon, regia di Miloš Forman (1999)
- Carlito's Way - Scalata al potere (Carlito's Way: Rise to Power), regia di Michael Bregman (2005)
- 13 - Se perdi... muori (13), regia di Géla Babluani (2010)
- Homefront, regia di Gary Fleder (2013)
- Reach Me - La strada per il successo (Reach Me), regia di John Herzfeld (2014)
- The Weapon, regia di Tony Schiena (2023)

### Televisione
- New York Undercover - serie TV, episodio 3X19 (1997)
- Gia - Una donna oltre ogni limite (Gia), regia di Michael Cristofer (1998) - film TV
- Oz - serie TV, 46 episodi (1998-2003)
- Sons of Anarchy - serie TV, 8 episodi (2012)
- Paper Empire - serie TV, 5 episodi (2021)

## Doppiatori italiani
Nelle versioni in italiano delle opere in cui ha recitato, Chuck Zito è stato doppiato da:
- Gerolamo Alchieri in Homefront, Oz
- Nino Prester in Sons of Anarchy
- Giuliano Santi in The Weapon